# The Tower (Tel Awiw)
The Tower (nazywany także Migdal HaKibbutz HaArtzi) – biurowiec w osiedlu Ha-Kirja we wschodniej części miasta Tel Awiw, w Izraelu.

## Historia
Budynek został wybudowany w 1986 w ówczesnym Centrum Tel Awiwu. Obecnie tę część osiedla coraz częściej zalicza się do zachodniej części osiedla Ha-Kirja.
W 2003 przeprowadzono prace renowacyjne budynku, polegające na oczyszczeniu białych narożnych pasów, które na przestrzeni lat zabrudziły się z powodu osadzania brudu i sadzy.

## Dane techniczne
Budynek ma 29 kondygnacji i wysokość 92 metrów.
Wieżowiec wybudowano w stylu architektonicznym określanym nazwą brutalizmu. Wzniesiono go z betonui stali. Elewacja jest wykonana z aluminium i szkła w kolorach białym i czarnym.

## Wykorzystanie budynku
W budynku znajdują się ambasady Niemiec, Hiszpanii, Irlandii i Portugalii. Na wyższych piętrach mieszczą się biura firm finansowych i ubezpieczeniowych.
Główny hol jest wykorzystywany jako galeria sztuki Galeria Tower.